# Huta Szkła Gospodarczego „Ząbkowice”
Huta Szkła Gospodarczego „Ząbkowice” (HSG „Ząbkowice”) – huta szkła użytkowego działająca w latach 1884–2002 w Ząbkowicach (od 1977 dzielnicy Dąbrowy Górniczej).
Huta powstała w 1884 roku jako Ząbkowicka Fabryka Szkła. Jej założycielem był Józef Schreiber. W 1896 przedsiębiorstwo przekształcono w spółkę akcyjną pod nazwą Towarzystwo Akcyjne Ząbkowickiej Fabryki Szkła w Ząbkowicach, do której przystąpili: Paul Star, Arnold Feigl, Max Gurewicz i Wacław Hajek. Do 1902 roku huta wytwarzała wyłącznie szkło dmuchane, później rozpoczęła produkcję wyrobów ze szkła prasowanego. Produktami huty była galanteria szklana oraz szkło do lamp naftowych i gazowych. Od 1928 roku Towarzystwo Akcyjne Ząbkowickiej Fabryki Szkła w Ząbkowicach przystąpiło do warszawskiej spółki "Verpol" Sp. z o.o.
Z powodu kryzysu w 1935 huta wstrzymała produkcję. Ponowne jej uruchomienie miało miejsce podczas II wojny światowej, a jej wyroby przeznaczone były wyłącznie na cele wojskowe. Po zakończeniu działań wojennych na tych terenach produkcja w zakładzie ruszyła w marcu 1945 roku. Do 1949 roku zakład pozostawał pod Tymczasowym Zarządem Państwowym, wówczas to został przekształcony w przedsiębiorstwo państwowe. Od 1959 roku zakład funkcjonował jako Ząbkowicka Huta Szkła Gospodarczego - Przedsiębiorstwo Państwowe Wyodrębnione, podległe Centralnemu Zarządowi Przemysłu Szklarskiego i Ceramicznego. W rok później nazwa ta została zmieniona na Hutę Szkła Gospodarczego Ząbkowice. Głównym asortymentem zakładu były produkty ze szkła ołowiowego, zwane potoczne "kryształami". W 1995 roku zatrudniała 300 osób.
W 2002 w oparciu o majątek Huty Szkła Gospodarczego powstała Huta Szkła Artystycznego "Ząbkowice" S.A. W dwa lata później spółka została postawiono w stan likwidacji. Kolejnym podmiotem, działającym w tym miejscu oraz branży jest spółka Crystallite Huta Szkła Sp. z o.o., zarejestrowana w 2004 roku. 
W dobie Polskiej Rzeczypospolitej Ludowej projektantami wyrobów Ząbkowickiej Huty Szkła Gospodarczego byli m.in. Jan Sylwester Drost (od 1960) i Eryka Trzewik-Drost (od 1966).
Aktualnie na terenie dawnej huty mają również swoje siedziby firmy, działające w branżach: przemysłowej i spożywczej. Wiele z zabudowań zakładu popadło w ruinę.